# Szőlőművelésmódok

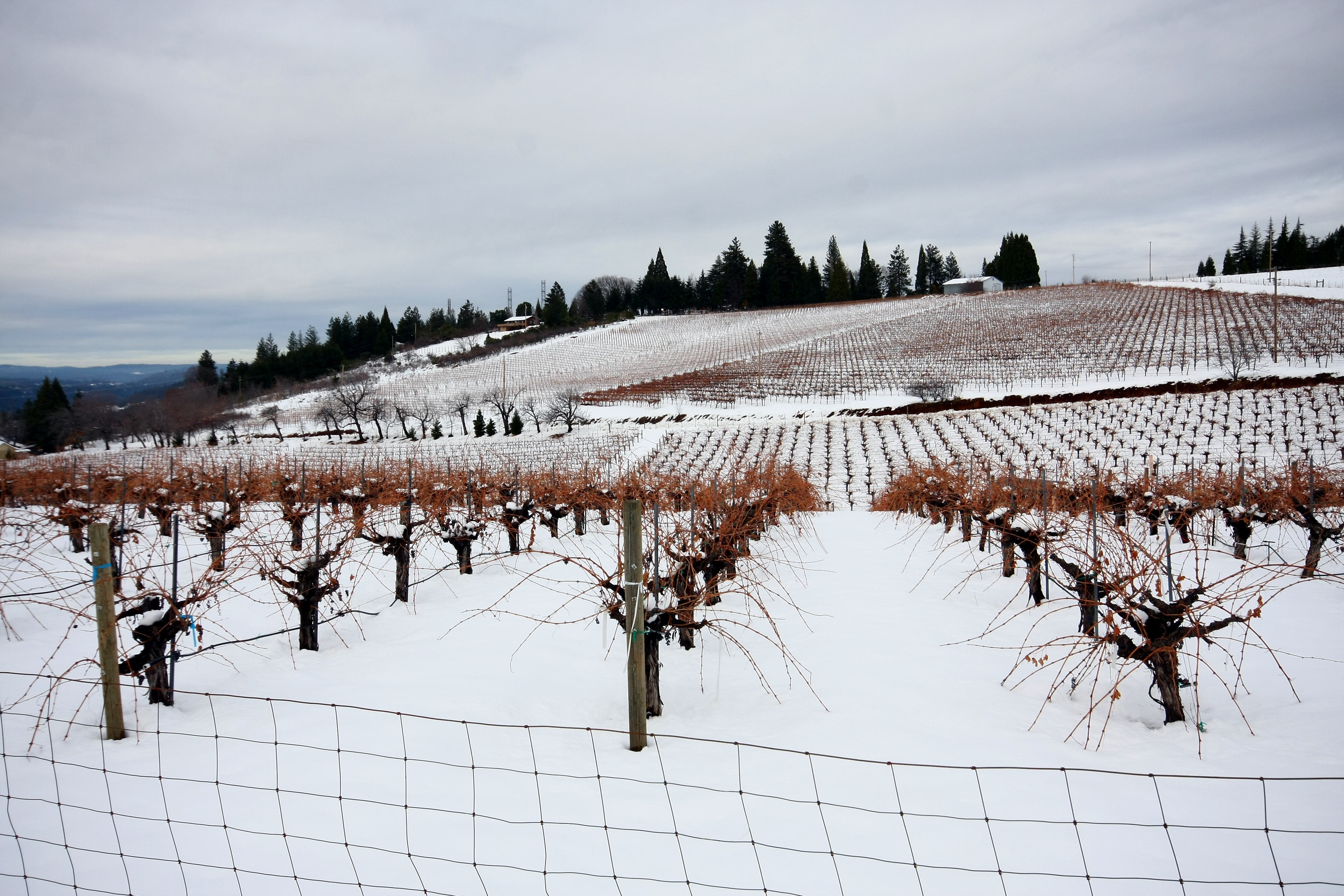
Szőlőültetvény Kaliforniában télen

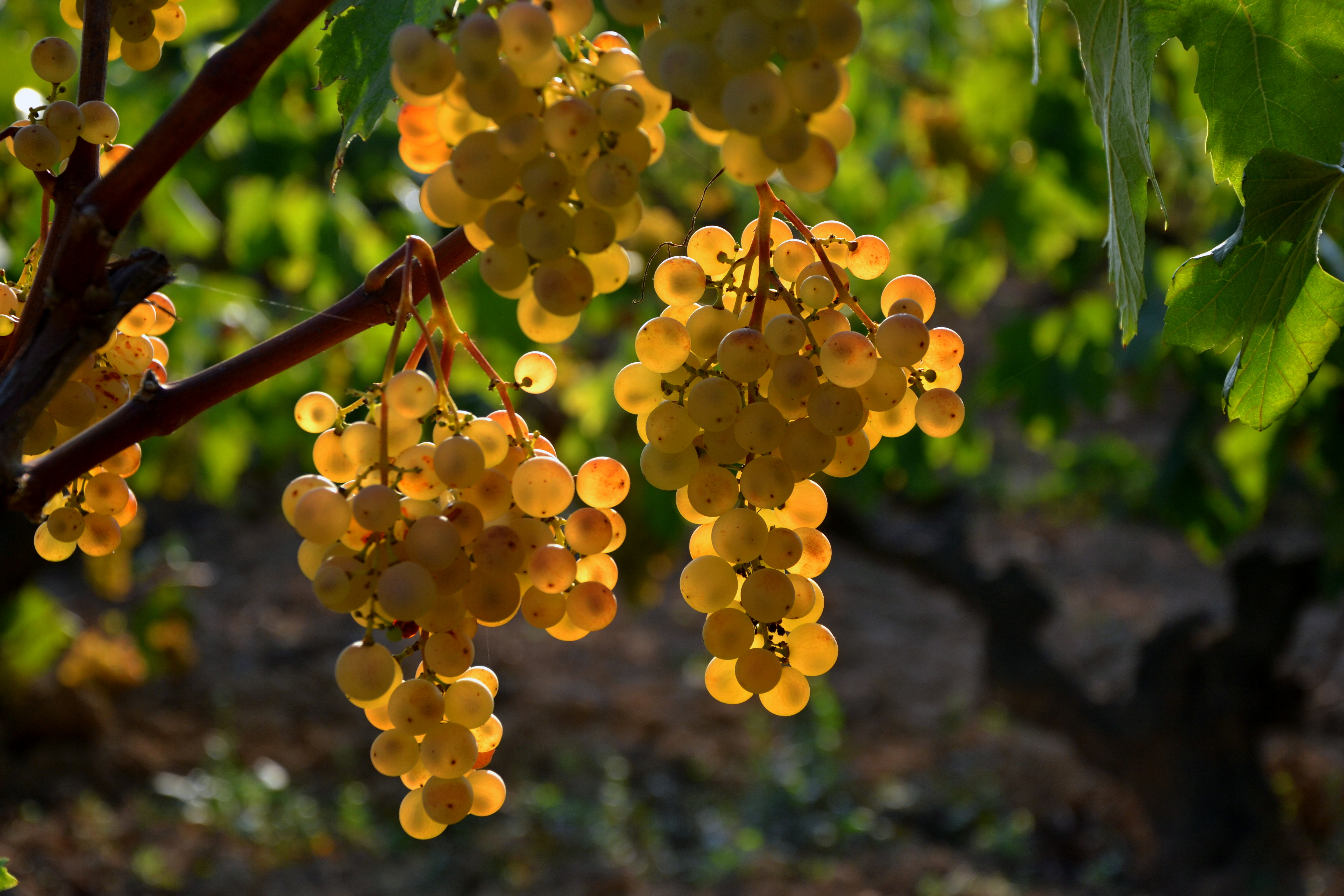
A művelésmód célja a megfelelő termés biztosítása

Szőlőművelés-mód (vagy tőkeművelésmód) alatt elsősorban a sortávolság, a törzsmagasság, a termőrész és a szőlőtámrendszer kialakításának módját értjük. A művelésmód szoros összefüggésben van a szőlőmetszés módjával. A szőlő metszése elméletileg a lombhullástól egészen a rügyfakadásig  elvégezhető. Célja egyfelől a minőség és mennyiség arányában a megfelelő termés biztosítása, másrészről a munkaerő-szervezési előnyök és a gépesítés optimális körülményeinek megteremtése.

## Általánosságban

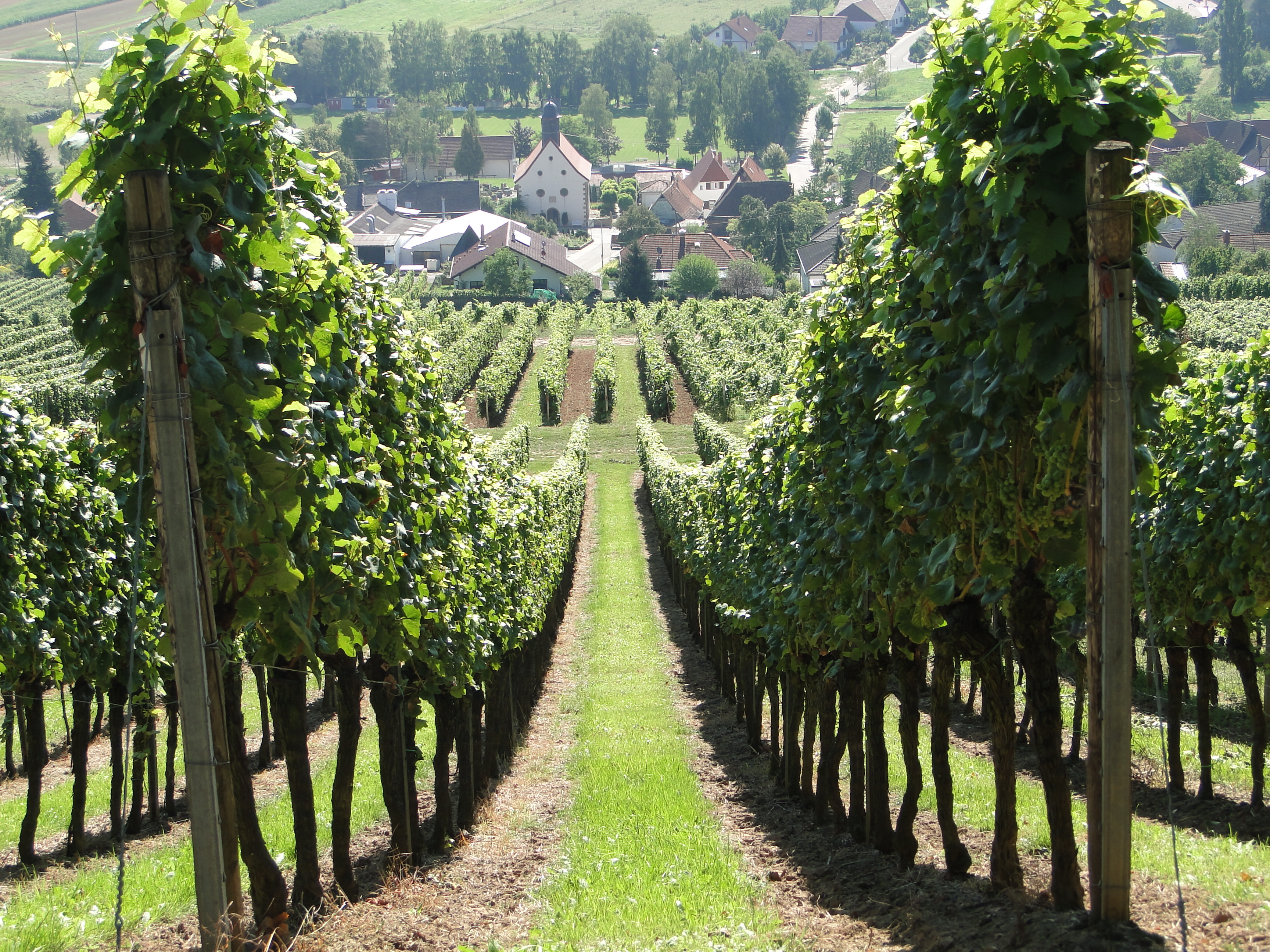
Szőlőültetvény a németországi Pfalz borvidéken, minden harmadik Németországban eladott bor Pfalzból származik

A régi vincellérek  hagyományosan  kivártak  a  metszéssel: „Az szőllődet pedig meg ne messed Bódog Asszony Havában (januárban), mert tsakis magvas bogyót fog néked teremni, legjobban  tészed, ha Böjtmás Havában (márciusban) metszed, mert ígyen jó termésed lészen.”
A szőlő fás szárú kúszó, kacsokkal kapaszkodó növény, mely vadon fejlődve a környezetében lévő tárgyakra (fákra) igyekszik felkapaszkodni, napfényhez, élettérhez jutni. A művelés körülményei között a szőlőnövényt metszéssel és egyéb fitotechnikai beavatkozások segítségével igyekszünk a termesztési célnak megfelelőre alakítani. Azt hogy milyen művelésmódot célszerű alkalmazni azt a következők határozzák meg:
- a művelés célja és intenzitása (díszítő jellegű, bortermő (minőségi vagy asztali), csemegeszőlő; házikert, üzemi termelő jellegű)
- földrajzi és terepadottságokból eredőklimatikus viszonyok
- a fajta adott művelésmódra való alkalmassága, alkalmasságának mértéke (a termést hol hozza jobban: szálvesszőn, vagy rövid csapon is; milyen lombot nevel: sűrűt, merev vesszőjűt...)

A művelésmód elsődlegesen egy támrendszert határoz meg, bizonyos művelésmódokon sortávolságot is, valamint meghatározza a tőkenevelés módját, a tőke alakját, a termőrészek elhelyezkedését, a tőke és a termőrészek újításának módját, és a lomb elrendezését, és sok esetben az évenként alkalmazandó metszésmódot is.
- A metszés célja a következő:
  - meghatározott tőkeforma kialakítása és fenntartása,
  - a szőlő megművelhetőségének, kezelhetőségének a biztosítása,
  - a környezeti feltételekhez való alkalmazkodás megkönnyítése,
  - a tőke termőegyensúlyának kialakítása és fenntartása,
  - a termés- és vesszőhozamnak, valamint a termés minőségének a szabályozása.

## Fejművelések

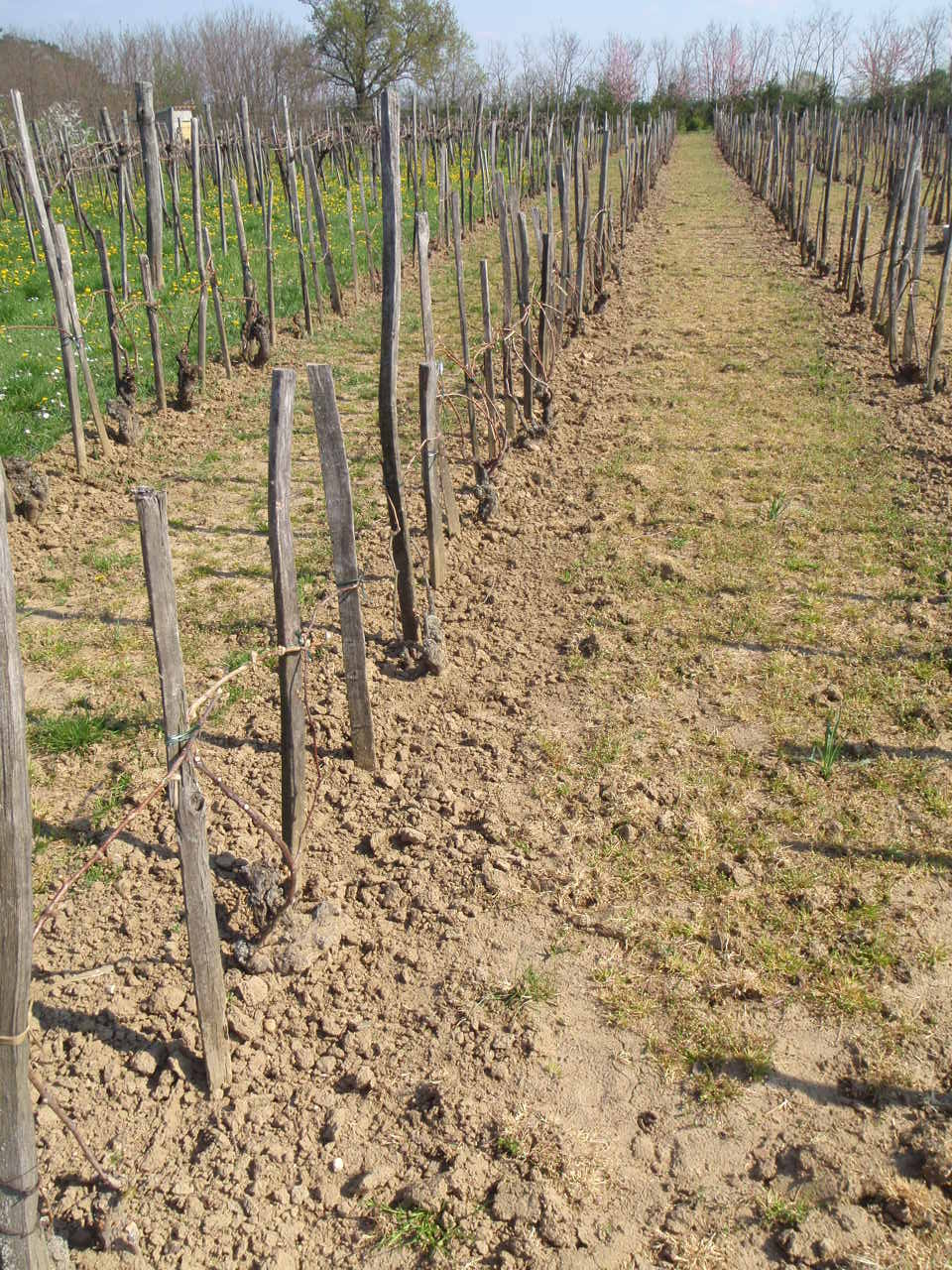
Gyalogművelése a szőlőnek (Peresznye Szőlőhegy)

A fejművelések közös jellemzője, hogy a tőkefejet, és így a termőrészeket a talaj közelében tartják olyan magasságban, hogy lehetővé váljon a tőke téli fagytól való takarásos védelme. Támrendszer-igény szerint a következő további csoportosítást végezhetjük:

### Gyalogművelések
Vagy nincs támrendszerük, vagy csak karós támasszal rendelkeznek. Jellemzően kicsi sortávolságuk van, kis tenyészterülettel. Ez a művelésmód volt a "hagyományos szőlőművelésmód". A tőkéken végezhetnek:
- kopaszmetszést: minden évben visszavágják a vesszőket a tőkefejig
- csaposmetszést: a tőkén egy-kétéves termőrészeket is hagynak
- esetleg szálvesszős metszést: a szálvesszőt egy vendégkaróhoz kötik

### Szálvesszős fejművelés
Huzalos támrendszerük van.  A szőlőtőkét úgy metszik, hogy a rövidcsapok mellett hagynak szálvesszőket is, amit a huzalhoz kötöznek.

## Törzsművelések
Közös jellemzőjük, hogy a tőkefejet felmagasítják, eltávolítják a talajfelszíntől függőlegesen vagy ferdén elágaztatva. Általában csak a törzs tetején alakítanak ki a termőrészeket. Nem takarható művelésmódok.

### Bakművelés
A fejműveléshez hasonló, de a tőkén több éves fás részeket is hagynak, ami miatt a talajtól eltávolodik, és a továbbiakban már nem lehet eredményesen takarni. Általában 3-4 ilyen felmagasodott fás részt - bakot - hagynak egy tőkén. Kehelyszerű lombot nevel, karós támasszal rendelkező ültetvények. Nehezen gépesíthető. A hegyvidéki szőlőtermő tájak "hagyományos" művelésmódja volt ez.

### Combművelés (Guyot művelés)
Combművelés esetén csak egy törzset hagynak felmagasodni kb. 20–30 cm-re, és ennek végén találhatók a termőrészek. Huzalos támrendszerük van, és szálvesszős metszést alkalmaznak.

### Vertikó művelés
1,5-2 méter magas törzset is nevelnek, és a törzs mentén több helyen is alakítanak ki termőrészeket. Magyarországon ültetvényekben nem jellemző.

### Ernyőművelés
A combműveléshez hasonló, azonban a törzset 90–100 cm-re nevelik, és persze a törzs kialakítása is egy léptékben történik (és nem felmagasodás következtében alakul ki mint a combművelésnél). A művelésmódnak megfelelően illeszkedő támrendszere van, és szálvesszős metszést alkalmaznak. A szálvesszőket ernyő alakban ívelik, és kötözik a támrendszerhez. Az ilyen művelésmód keskeny, jól szellőző lombot nevel.

## Kordonművelések

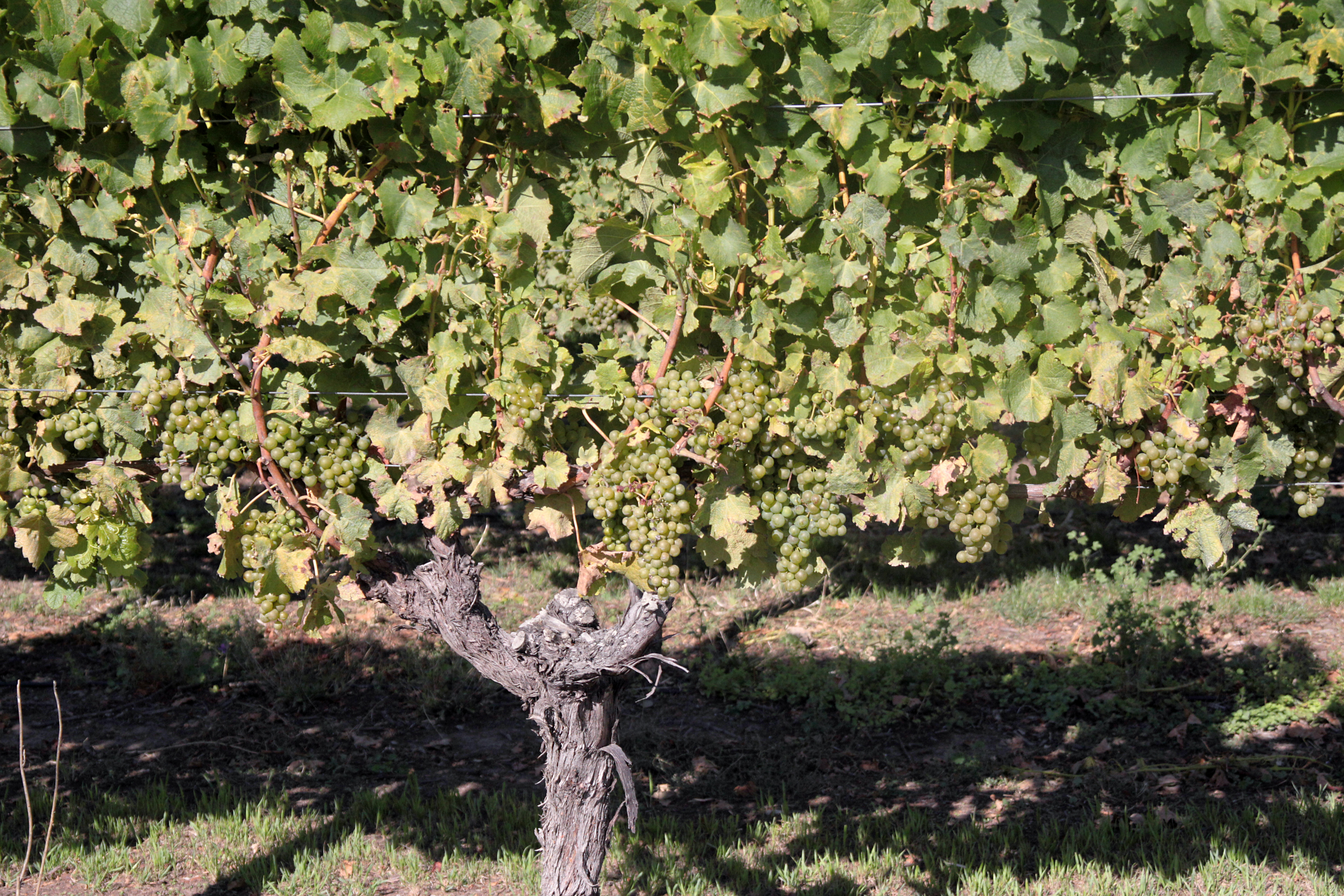
Sauvignon blanc tőke szőlőéréskor

A kordonművelések közös jellemzője, hogy egy függőleges törzsből és egy vagy több vízszintes karból (kordonkar) állnak, amely karon (karokon) vannak kialakítva a termőrészek. A kordonkar a támrendszer megfelelő huzaljához van kötözve tartósan. Az ide tartozó művelésmódok a következők:

### Álló lombú kordonművelések
A teljes lombállományt igyekszünk a huzalpárok közé tenni. Rövid-, hosszúcsapos vagy félszálvesszős metszést is alkalmazhatunk a tervezett lombmagasságtól függően. A minimális sortávolságot csak a lomb magassága határozza meg. Magyarországon kevésbé intenzív, minőségi termést adó ültetvényekben gyakori. Csak a dombvidékeken, fagyzugmentes helyeken ajánlott. A kordonkar magassága: 30–100 cm.

### Moser kordon
Intenzív művelésmód, a lombállományt úgy igyekeznek elhelyezni, hogy a lomb 1/3-a középen a huzalpárok között, 1-1/3-a pedig csüngő módon a támrendszer egyik és másik oldalán helyezkedjen el. Nagy, legalább 3 m-es sortávolságot igényel a szétterülő lomb miatt. Magyarországon mind a dombvidékeken, mind az Alföldön gyakori. A kordonkar magassága: 130 cm.

### függönyművelések
Csak lefele csüngő lombállományuk van, intenzív, kifejezetten nagyüzemi művelésmódok. A kordonkar magassága: 170–180 cm.
- Egyes függöny

Az Alföldön nagyüzemi termesztésben igen gyakori. Széles sortávolságuk van (legalább 3 m).
- Kettős függöny (GDC)

Kevésbé bevált művelésmód ezért nem gyakori. Különleges támrendszere miatt legalább 4,5 m-es sortávolságot igényel.